# Alfred Delcourt
Alfred Delcourt (Sleidinge 1929. január 17. – 2012. december 12.) belga nemzetközi labdarúgó-játékvezető.

## Pályafutása

### Nemzeti játékvezetés
Játékvezetésből Gentben vizsgázott. Vizsgáját követően a Kelet-Flandriai Labdarúgó-szövetség által üzemeltetett labdarúgó bajnokságokban kezdte sportszolgálatát. A Belga labdarúgó-szövetség Játékvezető Bizottságának (JB) minősítésével a Tweede Klasse, majd 1967-től a Jupiler League játékvezetője. Küldési gyakorlat szerint rendszeres partbírói szolgálatot is végzett. A nemzeti játékvezetéstől 1978-ban visszavonult.

### Nemzetközi játékvezetés
A Belga labdarúgó-szövetség JB JB terjesztette fel nemzetközi játékvezetőnek, a Nemzetközi Labdarúgó-szövetség (FIFA) 1967-től tartotta nyilván bírói keretében. A FIFA JB központi nyelvei közül a franciát beszélte. Több nemzetek közötti válogatott, valamint Vásárvárosok kupája, UEFA-kupa, Kupagyőztesek Európa-kupája és Bajnokcsapatok Európa-kupája klubmérkőzést vezetett vagy partbíróként tevékenykedett. A belga nemzetközi játékvezetők rangsorában, a világbajnokság-Európa-bajnokság sorrendjében a 10. helyet foglalja el 6 találkozó szolgálatával. A nemzetközi játékvezetéstől 1978-ban visszavonult. Válogatott mérkőzéseinek száma: 13.

#### Labdarúgó-világbajnokság
Az 1978-as labdarúgó-világbajnokságon FIFA JB játékvezetőként foglalkoztatta. Selejtező mérkőzéseket az UEFA zónában vezetett.

##### 1978-as labdarúgó-világbajnokság
| Időpont            | Helyszín                       | Mérkőzés típusa           | Mérkőzés            | Eredmény | Nézők száma |
| ------------------ | ------------------------------ | ------------------------- | ------------------- | -------- | ----------- |
| 1976. június 13.   | Olimpiai Stadion, Helsinki     | előselejtező (2. csoport) | Finnország–Anglia   | 1 – 4    | 24 336      |
| 1977. november 13. | Augusztus 23 Stadion, Bukarest | előselejtező (8. csoport) | Románia–Jugoszlávia | 4 – 6    | 35 000      |

#### Labdarúgó-Európa-bajnokság
Az 1972-es labdarúgó-Európa-bajnokságon és az 1976-os labdarúgó-Európa-bajnokságon az UEFA JB játékvezetőként alkalmazta.

##### 1972-es labdarúgó-Európa-bajnokság
| Időpont            | Helyszín                       | Mérkőzés típusa           | Mérkőzés                         | Eredmény | Nézők száma |
| ------------------ | ------------------------------ | ------------------------- | -------------------------------- | -------- | ----------- |
| 1971. november 24. | Augusztus 23 Stadion, Bukarest | előselejtező (1. csoport) | Román labdarúgó-válogatott–Wales | 2 – 0    | 35 251      |

##### 1976-os labdarúgó-Európa-bajnokság

###### Selejtező mérkőzés
| Időpont             | Helyszín                        | Mérkőzés típusa           | Mérkőzés                | Eredmény | Nézők száma |
| ------------------- | ------------------------------- | ------------------------- | ----------------------- | -------- | ----------- |
| 1974. szeptember 4. | Ullevaal Stadion, Oslo          | előselejtező (3. csoport) | Norvégia–Észak-Írország | 2 – 1    | 6 585       |
| 1975. február 5.    | Luis Casanova Stadion, Valencia | előselejtező (4. csoport) | Spanyolország–Skócia    | 1 – 1    | 40 952      |

###### Európa-bajnoki mérkőzés
| Időpont          | Helyszín                       | Mérkőzés típusa | Mérkőzés                            | Eredmény | Nézők száma |
| ---------------- | ------------------------------ | --------------- | ----------------------------------- | -------- | ----------- |
| 1976. június 17. | Crvena Zvedza Stadion, Belgrád | elődöntő        | Jugoszláv labdarúgó-válogatott–NSZK | 2 – 4    | 50 562      |

#### Nemzetközi kupamérkőzések
Vezetett kupadöntők száma: 2.

##### Bajnokcsapatok Európa-kupája
A 20. játékvezető – a 3. belga – aki BEK döntőt vezetett. Az újrajátszott mérkőzés játékvezetője
| Időpont              | Helyszín                               | Mérkőzés típusa             | Mérkőzés                             | Eredmény | Nézők száma |
| -------------------- | -------------------------------------- | --------------------------- | ------------------------------------ | -------- | ----------- |
| 1973. március 21.    | Megyei úri Stadion, Budapest           | egyik negyeddöntő           | Újpesti Dózsa–Juventus FC            | 2 – 2    |             |
| 1974. május 17.      | Heysel Stadion, Brüsszel               | döntő 2. mérkőzés           | FC Bayern München–Atlético de Madrid | 4 – 0    | 23 325      |
| 1974. november 6.    | Elland Road Stadion, Leeds             | előselejtező (2. forduló)   | Leeds United FC–Újpesti Dózsa        | 3 – 0    |             |
| 1977. szeptember 28. | Borussia-Park Stadion, Mönchengladbach | előselejtező (első csoport) | Borussia Mönchengladbach–Vasas SC    | 1 – 1    |             |

##### UEFA-kupa
| Időpont            | Helyszín                  | Mérkőzés típusa       | Mérkőzés              | Eredmény |
| ------------------ | ------------------------- | --------------------- | --------------------- | -------- |
| 1975. december 10. | Fáy úti Stadion, Budapest | előselejtező (3. kör) | Vasas SC–FC Barcelona | 0 – 1    |

##### Interkontinentális kupa
| Időpont            | Helyszín               | Mérkőzés típusa | Mérkőzés                     | Eredmény | Nézők száma |
| ------------------ | ---------------------- | --------------- | ---------------------------- | -------- | ----------- |
| 1973. november 28. | Olimpiai Stadion, Róma | döntő           | Juventus FC–CA Independiente | 0 – 1    | 22 489      |